# Colotlán
Colotlán est une ville et une municipalité dans la région Nord de l'État de Jalisco au Mexique. La municipalité a 17 865 habitants en 2015.

## Géographie
Colotlán est entourée par les municipalités de Santa María de los Ángeles au nord-est et de Totatiche au sud-ouest, toutes deux dans l'État de Jalisco, ainsi que par les municipalités de Monte Escobedo (es) et El Plateado de Joaquín Amaro (es) respectivement au nord-ouest et au sud-est qui sont dans l'État de Zacatecas.
Colotlán est à 1 550 m d'altitude mais les reliefs atteignent 1 750 à 2 500 m d'altitude. La température moyenne annuelle est de 19,6 °C. Les précipitations annuelles moyennes sont de 741 mm, il pleut principalement en juin et juillet. Les vents dominants viennent du sud-ouest. Il y a en moyenne 22,5 jours de gelée par an.

## Histoire
Le nom de Colotlán vient du nahuatl colotl signifiant scorpions et tlán : lieu. La ville est fondée en 1589 sous le nom de « Nueva Tlaxcala de Guiahuistián » et garde ce nom jusqu'à la fin du XVIIIe siècle. Colotlán acquiert le statut de ville en 1833.
En 2010, la municipalité compte 66 localités et 18 091 habitants dont 73 % (13 256 habitants) résident au chef-lieu. Les principales localités en dehors du chef-lieu sont Las Golondrinas (1 135 habitants), Santiago Tlatelolco (361), El Epazote (291), El Carrizal  (256) et Acaponeta.
Au recensement de 2015, la population de la municipalité passe à 17 865 habitants.

## Points d'intérêt
Parmi les spécialités de la municipalité, l'artisanat du cuir produit des ceintures, des sacs à main et des sandales.
Les festivités en l'honneur de San Lorenzo se déroulent du 1er au 10 août ; celles en l'honneur de San Luis Obispo se déroulent du 10 au 19 août ; et celles en l'honneur de San Nicolás du 1er au 10 septembre. La foire régionale se tient du 3 au 11 mai avec danses, sérénades, exposition du bétail, courses de chevaux, etc.

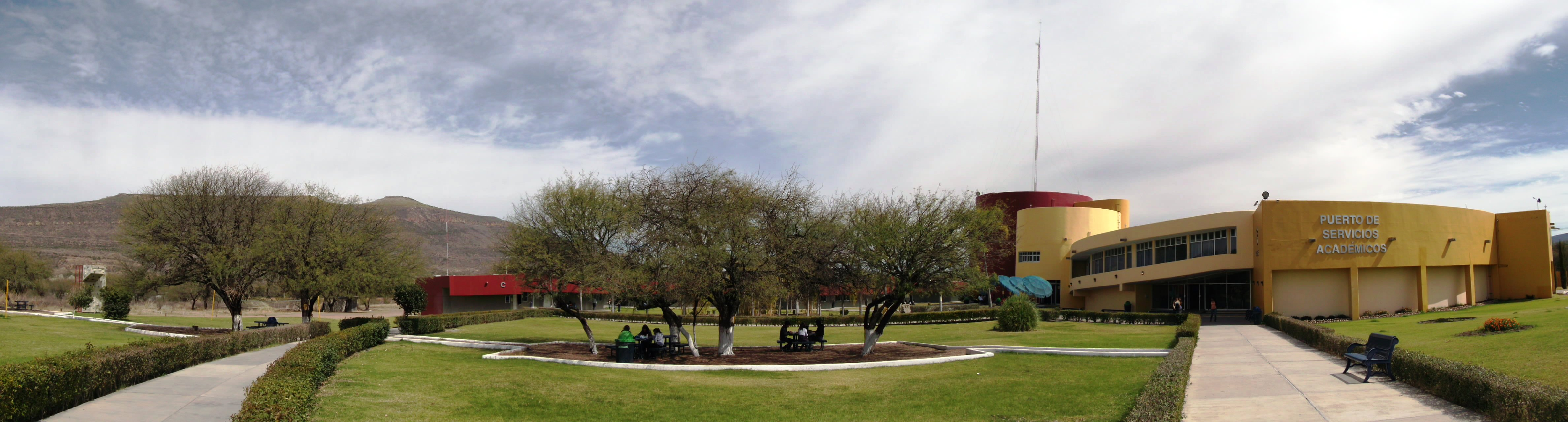
Centre universitaire du Nord (CUNorte) de l'université de Guadalajara.

Colotlán est le siège du centre universitaire du Nord (CUNorte : Centro Universitario del Norte) de l'université de Guadalajara.

## Personnalités liées à la municipalité
- Victoriano Huerta (1850-1916), né à Colotlán, président du Mexique du 18 février 1913 au 14 juillet 1914.
- Cristóbal Magallanes Jara (es) (1869-1927) et Agustín Caloca Cortés (es) (1898-1927), martyrs de la guerre des Cristeros, morts le 25 mai 1927 à Colotlán, diocèse de Zacatecas.